# Pablo Carreño Busta
Pablo Carreño Busta (* 12. Juli 1991 in Gijón) ist ein spanischer Tennisspieler.

## Karriere
Pablo Carreño Busta begann im Alter von 6 Jahren mit dem Tennisspielen. Bis zu seinen Teenagerjahren spielte fast ausschließlich auf Hartplatz. Im Februar 2009 erreichte mit Platz 6 der Jugendweltrangliste seine höchste Platzierung.
Sein erstes Spiel auf der Profi-Tour war im April 2011 bei den Barcelona Open Banc Sabadell, als er in der ersten Runde an Benoît Paire scheiterte. Einen Monat später gewann er sein erstes Challenger-Turnier im italienischen Alessandria. Im selben Jahr folgte sein zweiter Challenger-Sieg in Como, wo er im Finale den Deutschen Andreas Beck besiegte. Aufgrund anhaltender Rückenprobleme und einer daraus folgenden Operation wegen eines Bandscheibenvorfalls musste er 2012 für 7 Monate pausieren, er bestritt in der Saison 2012 kaum Spiele und nahm deshalb an lediglich zwölf Turnieren teil. In der Saison 2013 spielte er vermehrt auch auf der ATP World Tour, wo er unter anderem in Casablanca seinen Landsmann Pablo Andújar und in Barcelona Robin Haase jeweils in der ersten Runde besiegen konnte. Beim Turnier im portugiesischen Oeiras schaffte er erneut die Qualifikation für das Hauptfeld und stieß bis ins Halbfinale vor, scheiterte dort jedoch letztlich dem späteren Turniersieger Stanislas Wawrinka in drei Sätzen. Dennoch war 2013 die bis dato Carreño Bustas erfolgreichste Saison. Von insgesamt 110 Partien gewann er 92, mehr als jeder andere Spieler in dieser Spielzeit. Er wurde damit erst der fünfte Spieler, der in einer Saison mehr als 100 Spiele absolvierte. Auf der Challenger Tour gewann er 2013 insgesamt vier Turniere und rückte durch seine Erfolge von zu Saisonbeginn Platz 715 bis auf Platz 64 in der Weltrangliste vor. Von der ATP wurde er daher als Most Improved Player ausgezeichnet.
Beim Turnier in Winston-Salem gewann Carreño Busta seinen ersten Titel auf der World Tour. Im Finale besiegte er Roberto Bautista Agut mit 6:7, 7:6 und 6:4. Zwei Monate später sicherte er sich beim Kremlin Cup in Moskau seinen zweiten Turniersieg. Im Endspiel besiegte er Fabio Fognini mit 4:6, 6:3 und 6:2. Bei den US Open erreichte er im Doppel mit Guillermo García López das Finale, sie unterlagen Jamie Murray und Bruno Soares mit 3:6 und 2:6.
Bei den Australian Open 2017 erreichte Carreño Busta die dritte Runde. In Rio de Janeiro erreichte er das Finale, das er gegen Dominic Thiem mit 5:7 und 4:6 verlor. Im Doppel gewann er das Turnier mit seinem Partner Pablo Cuevas. Sie besiegten im Finale Juan Sebastián Cabal und Robert Farah mit 6:4, 5:7 und [10:8]. Den dritten Turniersieg in seiner Laufbahn konnte Carreño Busta bei den Millennium Estoril Open nach einem Finalsieg über Gilles Müller verzeichnen. Bei den French Open erreichte er nach einem Fünfsatzsieg über Milos Raonic erstmals das Viertelfinale, in welchem er gegen Rafael Nadal im zweiten Satz aufgrund einer Bauchmuskelverletzung aufgeben musste. Trotz seiner verletzungsbedingten Nichtteilnahme am Turnier in Wimbledon markierte er im Anschluss mit Rang 16 sowohl in der Einzel- als auch in der Doppelweltrangliste neue Karrierehochs. In weiteren Jahr konnte er sich im Einzel weiter verbessern. Nach den US Open, bei denen er im Halbfinale dem Südafrikaner Kevin Anderson unterlag, erreichte er Platz 10 der Einzelweltrangliste.
Im Frühjahr 2018 konnte er in Miami, Barcelona und Estoril im Einzel drei Halbfinale in Folge erreichen. Beim Rom Masters erreichte an der Seite des Portugiesen João Sousa das Finale, in dem sie den Kolumbianern Juan Sebastián Cabal und Robert Farah unterlagen. In Winston-Salem erreichte er im August ein weiteres Halbfinale.
Nachdem Pablo Carreño Busta sein erstes Match in Córdoba aufgeben hatte, musste er im Frühjahr 2019 für 10 Wochen mit Schulterproblemen pausieren. Im Sommer erreichte er die Halbfinals in Antalya und Hamburg. Im September konnte er mit einem Sieg über den Kasachen Alexander Bublik im chinesischen Chengdu seinen vierten Titel auf der ATP Tour feiern. Drei Wochen später spielte er sich bis ins Halbfinale der Intrum Stockholm Open 2019, das er gegen Filip Krajinović verlor.
Im Februar 2020 verlor er seine Halbfinalpartie in Rotterdam gegen Félix Auger-Aliassime. Kurze Zeit später folgte eine Turnierpause der ATP Tour aufgrund der COVID-19-Pandemie. Bei seiner ersten Turnierteilnahme nach dieser Pause konnte er in Cincinnati an der Seite von Alex de Minaur die Doppelkonkurrenz gewinnen; im Finale besiegten sie die britische Paarung Jamie Murray und Neal Skupski. Bei den US Open 2020 erreichte er das zweite Mal in seiner Karriere das Halbfinale, in dem er sich nach einem Fünf-Satz-Match Alexander Zverev geschlagen geben musste. Bei den nachgeholten French Open verlor er seine Viertelfinalpartie gegen den Weltranglistenersten Novak Đoković in vier Sätzen.
Im Jahr 2021 konnte er in Marbella gegen Jaume Munar und bei den Hamburg European Open gegen Filip Krajinović die Titel gewinnen. Bei den Olympischen Sommerspielen 2020 verlor er das Halbfinale gegen Karen Chatschanow. Das anschließende Match um die Bronzemedaille gewann er gegen Novak Đoković.
2022 gelang ihm mit dem Sieg beim Kanada Masters der bislang größte Erfolg seiner Karriere, im Finale besiegte er Hubert Hurkacz in drei Sätzen.
2016 spielte er erstmals für die spanische Davis-Cup-Mannschaft. Zwischen 2016 und 2019 konnte der drei von acht seiner Partien gewinnen.

## Erfolge
| Legende (Anzahl der Siege)      |
| Grand Slam                      |
| ATP World Tour Finals           |
| ATP World Tour Masters 1000 (2) |
| ATP World Tour 500 (3)          |
| ATP World Tour 250 (6)          |
| ATP Challenger Tour (13)        |

| ATP-Titel nach Belag |
| Hartplatz (6)        |
| Sand (5)             |
| Rasen (0)            |

### Einzel

#### Turniersiege

##### ATP World Tour
| Nr. | Datum              | Turnier       | Belag         | Finalgegner           | Ergebnis        |
| --- | ------------------ | ------------- | ------------- | --------------------- | --------------- |
| 1.  | 27. August 2016    | Winston-Salem | Hartplatz     | Roberto Bautista Agut | 6:76, 7:61, 6:4 |
| 2.  | 23. Oktober 2016   | Moskau        | Hartplatz (i) | Fabio Fognini         | 4:6, 6:3, 6:2   |
| 3.  | 7. Mai 2017        | Estoril       | Sand          | Gilles Müller         | 6:2, 7:65       |
| 4.  | 29. September 2019 | Chengdu       | Hartplatz     | Alexander Bublik      | 6:75, 6:4, 7:63 |
| 5.  | 11. April 2021     | Marbella      | Sand          | Jaume Munar           | 6:1, 2:6, 6:4   |
| 6.  | 18. Juli 2021      | Hamburg       | Sand          | Filip Krajinović      | 6:2, 6:4        |
| 7.  | 14. August 2022    | Montreal      | Hartplatz     | Hubert Hurkacz        | 3:6, 6:3, 6:3   |

##### ATP Challenger Tour
| Nr. | Datum              | Turnier       | Belag     | Finalgegner             | Ergebnis        |
| --- | ------------------ | ------------- | --------- | ----------------------- | --------------- |
| 1.  | 29. Mai 2011       | Alessandria   | Sand      | Roberto Bautista Agut   | 3:6, 6:3, 7:5   |
| 2.  | 4. September 2011  | Como (1)      | Sand      | Andreas Beck            | 6:4, 7:64       |
| 3.  | 22. Juni 2013      | Tanger        | Sand      | Michail Kukuschkin      | 6:2, 4:1 aufgg. |
| 4.  | 4. August 2013     | Segovia       | Hartplatz | Albano Olivetti         | 6:4, 7:62       |
| 5.  | 18. August 2013    | Cordenons     | Sand      | Grégoire Burquier       | 6:4, 6:4        |
| 6.  | 1. September 2013  | Como (2)      | Sand      | Dominic Thiem           | 6:2, 5:7, 6:0   |
| 7.  | 15. Juni 2014      | Caltanissetta | Sand      | Facundo Bagnis          | 4:6, 6:4, 6:1   |
| 8.  | 21. Juni 2014      | Mohammedia    | Sand      | Daniel Muñoz de la Nava | 7:62, 2:6, 6:2  |
| 9.  | 13. September 2014 | Sevilla       | Sand      | Taro Daniel             | 6:4, 6:1        |
| 10. | 21. Juni 2015      | Perugia       | Sand      | Matteo Viola            | 6:2, 6:2        |
| 11. | 19. Juli 2015      | Posen         | Sand      | Radu Albot              | 6:4, 6:4        |
| 12. | 9. Februar 2025    | Teneriffa (1) | Hartplatz | Alejandro Moro Cañas    | 6:3, 6:2        |
| 13. | 16. Februar 2025   | Teneriffa (2) | Hartplatz | Filip Misolic           | 6:3, 6:2        |

#### Finalteilnahmen
| Nr. | Datum              | Turnier        | Belag         | Finalgegner     | Ergebnis        |
| --- | ------------------ | -------------- | ------------- | --------------- | --------------- |
| 1.  | 28. Februar 2016   | São Paulo      | Sand          | Pablo Cuevas    | 6:74, 3:6       |
| 2.  | 1. Mai 2016        | Estoril        | Sand          | Nicolás Almagro | 6:76, 7:65, 3:6 |
| 3.  | 26. Februar 2017   | Rio de Janeiro | Sand          | Dominic Thiem   | 5:7, 4:6        |
| 4.  | 26. September 2021 | Metz           | Hartplatz (i) | Hubert Hurkacz  | 6:72, 3:6       |
| 5.  | 24. April 2022     | Barcelona      | Sand          | Carlos Alcaraz  | 3:6, 2:6        |

### Doppel

#### Turniersiege
| Nr. | Datum            | Turnier        | Belag     | Partner         | Finalgegner                       | Ergebnis          |
| --- | ---------------- | -------------- | --------- | --------------- | --------------------------------- | ----------------- |
| 1.  | 6. Februar 2016  | Quito          | Sand      | Guillermo Durán | Thomaz Bellucci Marcelo Demoliner | 7:5, 6:4          |
| 2.  | 9. Oktober 2016  | Peking         | Hartplatz | Rafael Nadal    | Jack Sock Bernard Tomic           | 6:76, 6:2, [10:8] |
| 3.  | 25. Februar 2017 | Rio de Janeiro | Sand      | Pablo Cuevas    | Juan Sebastián Cabal Robert Farah | 6:4, 5:7, [10:8]  |
| 4.  | 29. August 2020  | New York City  | Hartplatz | Alex de Minaur  | Jamie Murray Neal Skupski         | 6:2, 7:5          |

#### Finalteilnahmen
| Nr. | Datum              | Turnier        | Belag     | Partner                | Finalgegner                       | Ergebnis         |
| --- | ------------------ | -------------- | --------- | ---------------------- | --------------------------------- | ---------------- |
| 1.  | 22. Februar 2016   | Rio de Janeiro | Sand      | David Marrero          | Juan Sebastián Cabal Robert Farah | 6:75, 1:6        |
| 2.  | 28. Februar 2016   | São Paulo      | Sand      | David Marrero          | Julio Peralta Horacio Zeballos    | 6:4, 1:6, [5:10] |
| 3.  | 10. September 2016 | US Open        | Hartplatz | Guillermo García López | Jamie Murray Bruno Soares         | 2:6, 3:6         |
| 4.  | 2. Oktober 2016    | Chengdu        | Hartplatz | Mariusz Fyrstenberg    | Raven Klaasen Rajeev Ram          | 6:72, 5:7        |
| 5.  | 20. Mai 2018       | Rom            | Sand      | João Sousa             | Juan Sebastián Cabal Robert Farah | 6:3, 4:6, [4:10] |

## Abschneiden bei Grand-Slam-Turnieren

### Einzel
| Turnier         | 2013 | 2014 | 2015 | 2016 | 2017 | 2018 | 2019 | 2020 | 2021 | 2022 | 2023 | 2024 | 2025 | Karriere |
| --------------- | ---- | ---- | ---- | ---- | ---- | ---- | ---- | ---- | ---- | ---- | ---- | ---- | ---- | -------- |
| Australian Open | —    | 1    | 1    | 1    | 3    | AF   | AF   | 3    | 3    | AF   | 2    | —    | 2    | AF       |
| French Open     | 1    | 1    | 2    | 2    | VF   | 3    | 3    | VF   | AF   | 1    | —    | 1    | 2    | VF       |
| Wimbledon       | —    | 1    | 1    | 1    | —    | 1    | 1    |      | 1    | 1    | —    | —    |      | 1        |
| US Open         | —    | 3    | 2    | 3    | HF   | 2    | 3    | HF   | 1    | AF   | —    | 1    |      | HF       |

Zeichenerklärung: S = Turniersieg; F, HF, VF, AF = Einzug ins Finale / Halbfinale / Viertelfinale / Achtelfinale; 1, 2, 3 = Ausscheiden in der 1. / 2. / 3. Hauptrunde; Q1, Q2, Q3 = Ausscheiden in der 1. / 2. / 3. Qualifikationsrunde; nicht ausgetragen

## Persönliches
Pablo Carreño Busta wuchs als Sohn einer Ärztin und eines Architekten mit zwei Schwestern auf.